# Архиепархия Веспрема
Архиепархия Веспрема (венг. Veszprémi Főegyházmegye, лат. Archidioecesis Veszprimiensis) — католическая архиепархия латинского обряда в Венгрии с центром в городе Веспрем.
Епархия в Веспреме принадлежит к числу исторических епархий, создана около 1009 года королём Иштваном Святым в период христианизации Венгрии. В 1992 году преобразована в архиепархию-митрополию. Исторически веспремским епископам принадлежало право короновать венгерских королев, из рук епископов Веспрема получили корону все королевы Венгрии, начиная с Гизелы, супруги Иштвана Святого, до Циты Бурбон-Пармской, последней королевы Венгрии, супруги Карла I Габсбурга.
По данным на 2005 год в архиепархии насчитывалось 315 000 католиков (66 % населения), 134 священника и 180 приходов. Кафедральным собором епархии является Собор Святого Михаила в Веспреме, который носит почётный статус «малой базилики». Этот статус имеют ещё две церкви архиепархии — базилика цистерцианского аббатства в городе Зирц и базилика Святой Терезы в Кестхее. С 2019 года архиепархию возглавляет Дьёрдь Удварди.
Митрополии Веспрема подчинены две епархии: Капошвар и Сомбатхей.

## Ординарии епархии
- епископ Доминик Зицхи — (23 мая 1842—1849);
- епископ Янош Ранольдер — (7 января 1850—1875);
- епископ Жигмонд Ковач — (25 июня 1877—1887);
- кардинал Кароль Хёрниг — (1 июля 1888 — 9 февраля 1917);
- епископ Нандор Ротт — (12 июля 1917 — 3 марта 1939);
- епископ Дьюла Цапик — (19 июля 1939 — 7 мая 1943), назван архиепископом Эгера;
- епископ Йожеф Миндсенти — (4 марта 1944 — 2 октября 1945), назван архиепископом Эстергома;
- епископ Ласло Банашш — (4 сентября 1946 — 20 апреля 1949);
- епископ Берталан Бадалик — (10 июня 1949 — 11 октября 1965);
- епископ Ласло Кадар — (7 января 1975 — 2 марта 1978), назван архиепископом Эгера;
- епископ Ласло Пашкаи — (2 марта 1978 — 5 апреля 1982), назван коадъютором архиепископа Калочи;
- архиепископ Йожеф Сенди — (3 сентября 1983 — 14 августа 1997);
- архиепископ Дьюла Марфи — (14 августа 1997 — 12 июля 2019);
- архиепископ Дьёрдь Удварди — (12 июля 2019 — по настоящее время).